# 아폴로니아 비텔리
아폴로니아 비텔리(Apollonia Vitelli)는 《대부》(The Godfather)와 프랜시스 포드 코폴라 감독이 제작한 동명의 영화에 등장하는 인물로 마이클 코를레오네의 첫 번째 아내이다. 그리스계 혈통으로 빼어난 미모를 지닌 것으로 묘사된다.

## 생애
아버지와 두 오라버니 밑에서 자라났다. 적대조직의 추격을 피해 시칠리아로 망명한 마이클 코를레오네는 우연히 아폴로니아와 마주치고 첫눈에 반해버린다. 마이클은 아폴로니아의 아버지 비텔리에게 아폴로니아와의 혼인을 전제로 한 교제를 허락받고, 두 사람은 시칠리아에서 마이클의 보호자 노릇을 하던 돈 토마시노의 주관으로 결혼한다. 아폴로니아는 곧 마이클의 아이를 임신하고, 마이클에게서 영어과 운전을 배우기도 한다. 그러나 에밀리오 바르지니에게 사주를 받은 파브리지오가 마이클을 살해하기 위해 차량에 폭탄을 설치하고, 그 차량에 아폴로니아가 홀로 탑승하면서 아폴로니아는 남편 마이클 앞에서 폭사하고 만다.